# Ludwig Lewisohn

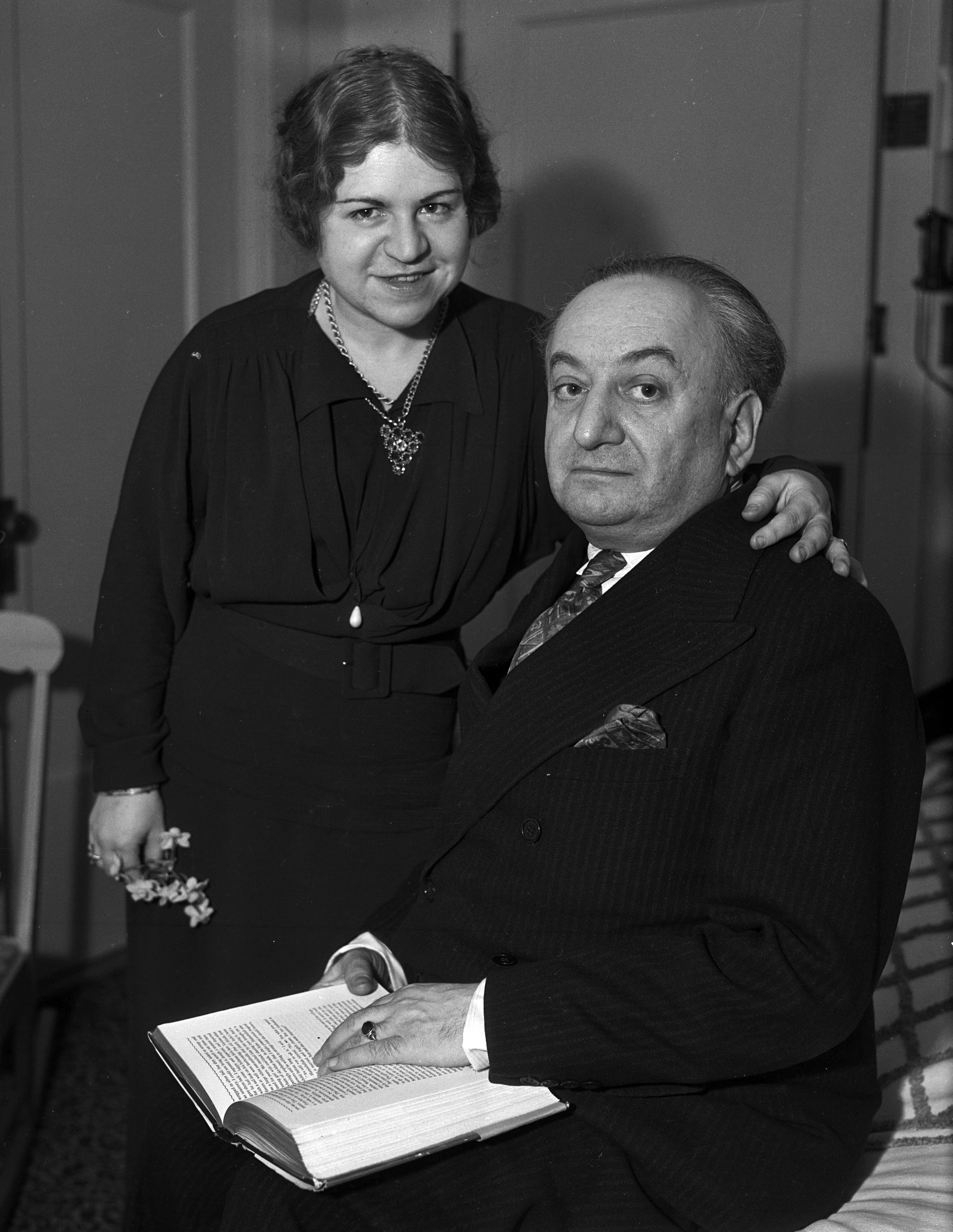
Lewisohn i la seva primera dona Mary Arnold, 1936

Ludwig Lewisohn (Berlín, Alemanya, 30 de maig de 1882 – Miami Beach, Florida, 31 de desembre de 1955) va ser un novel·lista, crític literari, crític dramàtic de The Nation i després el seu editor associat. Va ser l'editor de New Palestine, una revista sionista nord-americana. Va ensenyar a la Universitat de Wisconsin i a la Universitat Estatal d'Ohio, a més de ser professor de literatura alemanya i comparada a la Universitat de Brandeis. Lewisohn va escriure uns 40 llibres de ficció i no ficció, i gairebé tantes traduccions. Va escriure nombrosos articles de revistes i va editar moltes altres obres escrites.
Lewisohn va néixer a Berlín, Alemanya, en una família jueva de classe mitjana-alta altament assimilada. Els seus pares Jacques Lewisohn i Minna Eloesser van emigrar als Estats Units el 1890. La família es va establir a St. Matthews, Carolina del Sud, i després el 1892 es van traslladar a Charleston. La mare de Lewisohn era filla d'un rabí, però quan la família es va traslladar a Amèrica es va establir en una zona on no hi havia una congregació jueva practicant. Va ser enviat a una escola dominical metodista per millorar el seu anglès. Es va integrar bé a la comunitat metodista i a la seva església i posteriorment es va convertir en un metodista actiu. Després de graduar-se amb honors al College of Charleston, va anar a la Universitat de Colúmbia el 1902 per continuar amb el seu treball de postgrau. Va rebre el títol de Doctor en Arts el 1903.
El 1904 els seus assessors li van dir que mai no es contractaria un jueu per ensenyar literatura anglesa a una universitat nord-americana. L'amarga ironia d'aquest consell va portar Lewisohn a tornar al judaisme i es va convertir en un crític ferm de l'assimilació dels jueus nord-americans. El 1948 Lewisohn va ser un dels membres fundadors de la facultat de Universitat de Brandeis, on va ensenyar fins a la seva mort.
Després de graduar-se a Columbia, Lewisohn va treballar per a Doubleday, Page & Co. a Nova York com a membre del personal de l'editorial. L'any següent, el 1905, va deixar Doubleday per convertir-se en escriptor de revistes autònom. El 1910, amb la forta recomanació del seu amic íntim William Ellery Leonard, esdevingué instructor d'alemany a la Universitat de Wisconsin. Hi va romandre un any i després va acceptar el càrrec de professor de llengua i literatura alemanyes a la Universitat Estatal d'Ohio. Va treballar a la Universitat fins al 1917, quan els sentiments de la guerra van forçar la seva separació. En sortir de la Universitat Estatal d'Ohio, Lewisohn es va convertir en crític dramàtic a The Nation i després el van ascendir a editor associat el 1920. Va continuar escrivint per a The Nation fins al 1924. Va traduir de l'alemany a l'anglès obres de Gerhart Hauptmann, Jakob Wassermann i Franz Werfel.
El 1943 esdevingué l'editor de la revista The New Palestine, treballant amb ells fins al 1948. Després va començar la seva feina a la Universitat de Brandeis.
Lewisohn va ser membre de l'Acadèmia Jueva de les Arts i les Ciències i va ser secretari honorari de l'Organització Sionista d'Amèrica. Lewisohn va donar suport fermament a la causa sionista i va donar conferències i escriure àmpliament en nom d'ella.

## Vida personal
Quan va arribar per primera vegada a Columbia, Lewisohn va tenir una aventura amb George Sylvester Viereck. Es va casar tres vegades; amb Mary Arnold el 1906; amb Edna Manley el 1940; i finalment amb Louise Wolk el 1944. Els seus dos primers matrimonis van acabar en divorci i la seva tercera dona li va sobreviure a la mort. Lewisohn també va tenir un fill, James Elias Lewisohn, fruit de la seva relació amb Thelma Spear, una cantant de concert amb qui havia viscut i amb qui va mantenir una relació durant molts anys. Spear va irrompre en el seu casament amb Edna Manley en una sinagoga de Baltimore, insistint que primer es casaria i després es divorciava o ella el demandaria per bigàmia. Lewisohn va morir a Miami Beach, Florida el 31 de desembre de 1955.